# Éthique à Eudème
L’Éthique à Eudème (en grec ancien : Ἠθικὰ Εὐδήμεια, en latin : Ethica Eudemia) est une œuvre de philosophie morale écrite par Aristote. Elle traite de questions éthiques.

## Présentation générale

### Thème
L’Éthique à Eudème est un traité aristotélicien. Il porte le nom d’Eudème de Rhodes, qui, après Théophraste, fut l'un des meilleurs auditeurs d'Aristote. Il traite de morale et d'éthique, ainsi que de la vie individuelle au milieu de nos semblables.

### Historique de publication
Certains experts comme Eduard Zeller et Leonhard Spengel ont, par le passé, attribué d'ailleurs ce traité à Eudème plutôt qu'au Stagirite. Cette opinion a été réfutée par les travaux de Peter von der Mühll, d'E. Kapp, et de Werner Jaeger, et l'ouvrage est aujourd'hui considéré comme une œuvre authentique d’Aristote. 
On sait par Simplicius qu’Eudème eut une part importante aux travaux d'édition des notes de cours d'Aristote, ce qui explique la mention de son nom dans le titre de l'œuvre d’Aristote.
Ni les scholiastes grecs, ni les commentateurs latins, ni Thomas d'Aquin n'ont daigné illustrer ce traité, contrairement à l’Éthique à Nicomaque, qui fut abondamment commenté. La Grande morale a subi le même sort.
Il est aujourd'hui reconnu que l’Éthique à Eudème a bien plus souffert du temps que l’Éthique à Nicomaque. Le texte est en effet, en grande partie, corrompu, plusieurs parties de l'ouvrage ayant été perdues. Le huitième livre se réfère par exemple à une mention précédente du concept de kalos kagathos, qui n'a pas été retrouvée. En l'état présent, l’Éthique consiste en huit livres, dont le dernier est incomplet. 

## Résumé

### Introduction
L’introduction porte sur le bonheur en général. Aristote distingue trois genres de vie : la vie d’étude et son idéal de sagesse ; la vie de jouissance qui recherche le plaisir ; et la vie politique de l’homme d’État dont l'idéal est la vertu. L'auteur distingue ainsi l'homme d'État du politicien, qui recherche les honneurs.    

### Livre I
Le livre I étudie la méthode de la morale fondée sur le raisonnement. Aristote distingue la vie animale de la vie humaine. L'homme qui déciderait de vivre pour les seuls plaisirs de la nourriture et de la chaire deviendrait lui-même pleinement animal.   
Les causes du bonheur se trouvent ou bien dans la nature, ou bien dans l'éducation, ou bien dans la pratique et l'expérience ; parfois, il s'agit du hasard. Le bonheur se compose de la raison, de la vertu et du plaisir.   

### Livre II
Le livre II aborde la question de l'amitié et de ses fondements. Il expose des considérations psychologiques sur l'amitié et la vertu. Il définit la vertu morale comme un milieu en toutes choses. Il divise l'âme en deux, distinguant les vertus intellectuelles et les vertus morales.   

### Livres III et IV
Les livres III et IV constituent des séries de cours sur les éléments de bonheur que révèlent la vie politique et la vertu. Aristote dresse notamment le portrait de l'homme courageux et des espèces de courage. Il définit la douceur, la libéralité et la grandeur d'âme.

### Livres V et VIII
Les livres V et VIII sont consacrés à la vie d’étude et à la sagesse.    

### Livre VI
Le livre VI, chapitre 12-15, traite de la vie de jouissance et du plaisir.     

### Livre VII
Le livre VII est constitué par une série de leçons sur l’amitié, qui n'ont qu'un lien assez lâche avec le reste de l'ouvrage. Aristote s'intéresse à l'importance sociale de l'amitié, de comment elle se forme, et de quels types elle peut être.   

### Livre VIII
Le huitième livre d'Eudème est incomplet. Dans le chapitre central, le Stagirite se demande si l'on est naturellement heureux ou malheureux. Il soutient que si on ne doit pas tout attribuer au hasard, on ne peut non plus lui dénier toute influence. 

## Différences entre les deuxÉthiques

### Thèmes abordés
Un flou cerne les deux éthiques, si bien qu'il est impossible d'affirmer par exemple, que l'on a une véritable et intacte vision de ce qu'était la pensée éthique d'Aristote.
Quoique les deux Éthiques aient été écrites par Aristote et aient une fin similaire, elles sont divergentes sur certains points. L'Éthique à Eudème introduit des questions qui ne sont pas abordées dans Nicomaque, et aborde de manière plus prononcée des questions psychologiques. Le point de vue de l'auteur est différent : on délaisse le contexte scientifique de l’Éthique à Nicomaque, la connexion de l'individu avec l'État, ainsi que la conception du bonheur comme premier bien.
Une autre différence fondamentale tient à la conception du premier bien : tandis que l’Éthique à Nicomaque place le premier bien dans la contemplation, l’Éthique à Eudème semble lui substituer l'idée de καλοκαγαθία comme perfection de la vertu. Le but et le mode de cette qualité parfaite est le service et la contemplation de Dieu, afin de subjuguer les passions ; tous les biens extérieurs doivent être choisis à cette fin. Or le sujet de la religion n'avait pas été traité par Aristote. Ce lien attribué entre la vertu et la contemplation de Dieu est opposé à la distinction traditionnellement aristotélicienne entre vie spéculative et vie pratique – cela tient davantage du platonisme. D'autres différences apparaissent : l’Éthique à Eudème traite notamment de l'influence de la fortune sur le bonheur, dans un esprit religieux.

### Inspirations
Il existe une intertextualité entre les deux Éthiques. Les livres I et II de Eudème correspondent à Éth. Nic. I. — III. 5., et le livre III, à Éth. Nic. III. 5. — IV. Aussi, les livres IV, V et VI sont identiques mot pour mot à Eth. Nic. V., VI., VII. Enfin, le livre VII contient un résumé de Éth. Nic. VII. et IX.

### Ambition pratique
L’Éthique à Eudème se veut plus « pratique » que le précédent, au sens où l'on cherche à moraliser sans philosophie. 

## Traductions récentes
- Éthique à Eudème, traduction de Pierre Maréchaux, Rivages, 1994
- Éthique à Eudème, traduction de Vianney Décarie, Vrin, 1997
- Éthique à Eudème,  traduction de Catherine Dalimier, GF Flammarion, édition bilingue, 2013